# Slaget vid Kuuskoski
Slaget vid Kuuskoski var ett slag under finska kriget 1808–1809. Slaget stod mellan svenska och ryska styrkor den 24 februari 1808 vid Kuuskoski, norr om Forsby.

## Bakgrund
Den 21 februari invaderade ryska styrkor Finland och den 22 februari stod de mellan Lappträsk och Lovisa, utan att ha mött något större motstånd. Därefter skulle den 17:e divisionens 1:a kolonn marschera mot Kuuskoski medan dess 2:a kolonn skulle marschera mot Forsby. Björneborgs regemente, som vid denna tid stod i Mörskom, skickade den 23 februari livbataljonen under befäl av majoren Johan Fredrik Eek som förpost till Kuuskoski. Där infann sig snart även regementets befälhavare, överstelöjtnant Carl Stjernvall, för att befinna sig närmare högkvarteret i Forsby. Överstelöjtnant Stjernvall talade samma afton med sina officerare och sade att han hade "slagit hand med Adlercreutz att, så mycket i vår förmåga står, låta ryssarna dyrt köpa sina framgångar."

## Slaget
Redan den 24 februari ankom de ryska styrkorna till Kuuskoski. Major Eek avsände då omedelbart livbataljonens 100 man starka jägarförband under befäl av löjtnant Karl Adolf Brakel till stranden av det frusna Kuskoskträsket, som understöd för fältvakterna under fänrik Austrell och fänrik Gripenberg. Samtidigt besatte övriga delar av bataljonen Kuuskoski. Major Eek bedömde dock snart att ett motstånd inne i byn inte var av stor betydelse samt riskerade han att bli avskuren från Mörskom. Därav befallde han en reträtt, vilken skulle betäckas av löjtnant Brakels jägare. Överstelöjtnant Stjernvall hade lämnat för Forsby klockan 07:00 samma morgon men vände genast om när han hörde skottväxlingen. När han återvände befann sig dock de ryska styrkorna redan inne i byn och han blev tillfångatagen efter att hans släde vält i ett försök att ta sig igenom och förena sig med sina egna.

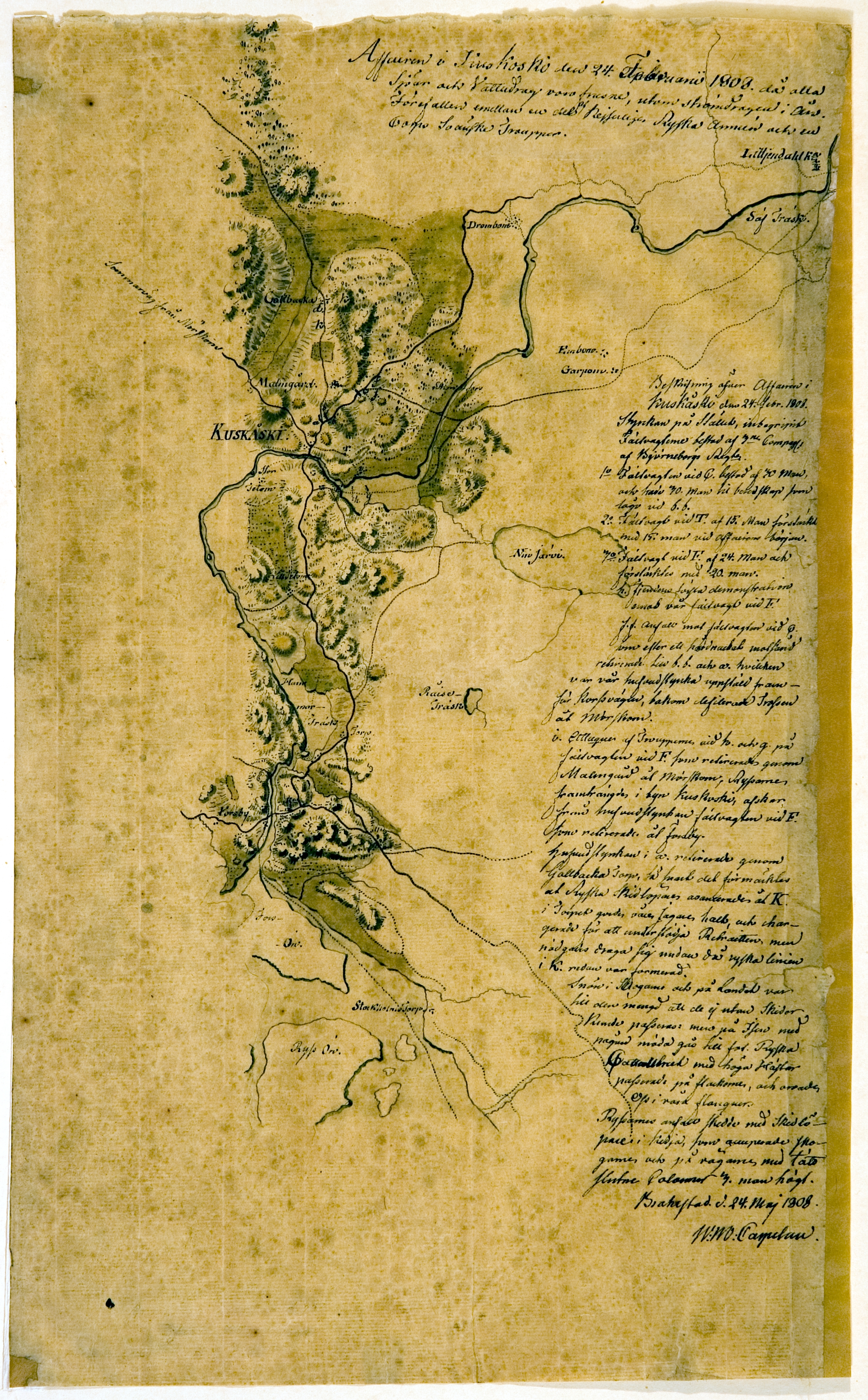
Samtida karta över Kuuskoski.